# 藤原伊通
藤原 伊通（ふじわら の これみち）は、平安時代後期の公卿。藤原北家中御門流、権大納言・藤原宗通の次男。官位は正二位・太政大臣。九条に邸宅を構えていたことから九条大相国（くじょう だいしょうごく）あるいは大宮大相国と号した。

## 経歴
天永3年（1122年）に参議昇進。しかし大治5年（1130年）10月、自身より後から参議になった藤原長実が先に権中納言に昇進したことを不満として籠居。天承元年（1131年）に官職（参議・中宮権大夫・右兵衛督）を止められる。長承2年（1133年）、朝政に復帰し、権中納言に進む。
その後関白・藤原忠通に接近し、久安6年（1150年）に娘の呈子を忠通の養女として近衛天皇に入内させる。さらに近衛天皇の母藤原得子（美福門院）や忠通らの信頼を得て発言力を強め、二条天皇の永暦元年（1160年）には、従兄弟の藤原宗輔の後を受けて正二位・太政大臣に昇進、以後、死去の年まで5年に渡って在任した。朝政のあり方を説いた『大槐秘抄』を著して二条天皇に献じたことでも知られ、これを受けた天皇も関白忠通と共に伊通を重用し、親政指向を強めて後白河院と対立した。
伊通にとって、美福門院は母方の従兄弟姉妹であり（伊通母顕季女は長実の姉妹）、また忠通は妹の婿で、彼の出世の背景にはこうした閨閥の力も無縁ではなかった。しかしその一方で自身の豊かな才覚による政治力もあり、また詩歌・管絃・書にも通じた文化人で、機知に富んだ話術で常に宮中の人々を笑いを誘ったことなどが伝わる。さまざまな意味で同時代における第一級の宮廷人だった。また、先例を重んじつつも、道理に合わないと考えればそれに拘らない柔軟性も有していた。
また激しい性格で、毒舌家でもあった。平治元年（1159年）の平治の乱後に藤原信頼が勝手に行った論功行賞で武士を厚遇するのを見て、「人を多く殺した者が恩賞に与るのであれば、どうして三条殿の井戸に官位が与えられないのか」と公言、乱の首謀者である信頼方の軍勢が三条殿を焼き討ちした際に多くの女官が井戸に飛び込んで死亡したことを引き合いに出して、信頼のことを痛烈に批判した。（『今鏡』『平治物語』）。また、『大槐秘抄』では旧儀の復興を説く一方で、貴族や寺社に与えられるべき封戸の制度が廃れたために代わりになるものとして荘園や知行国の制度が存在していることを説いて荘園整理令を批判している。
日記に『九条相国記』（『権大納言伊通卿記』）がある。伏見宮御記録所収『白檀御仏御自筆法華経供養部類記』『本朝世紀』『御遊抄』などに、大治5年（1125年）、保延元年（1135年）、2年、久安2年（（1145年）、3年、4年、5年の記文がある。また、『九条相国除目抄』という除目に関する全8巻の書物を著していることが知られている（『本朝書籍目録』）。同書は現存していないが、『魚魯愚鈔』『除目抄』などに見える「九抄」「要抄」と記されたものがそれであると考えられている。

## 逸話

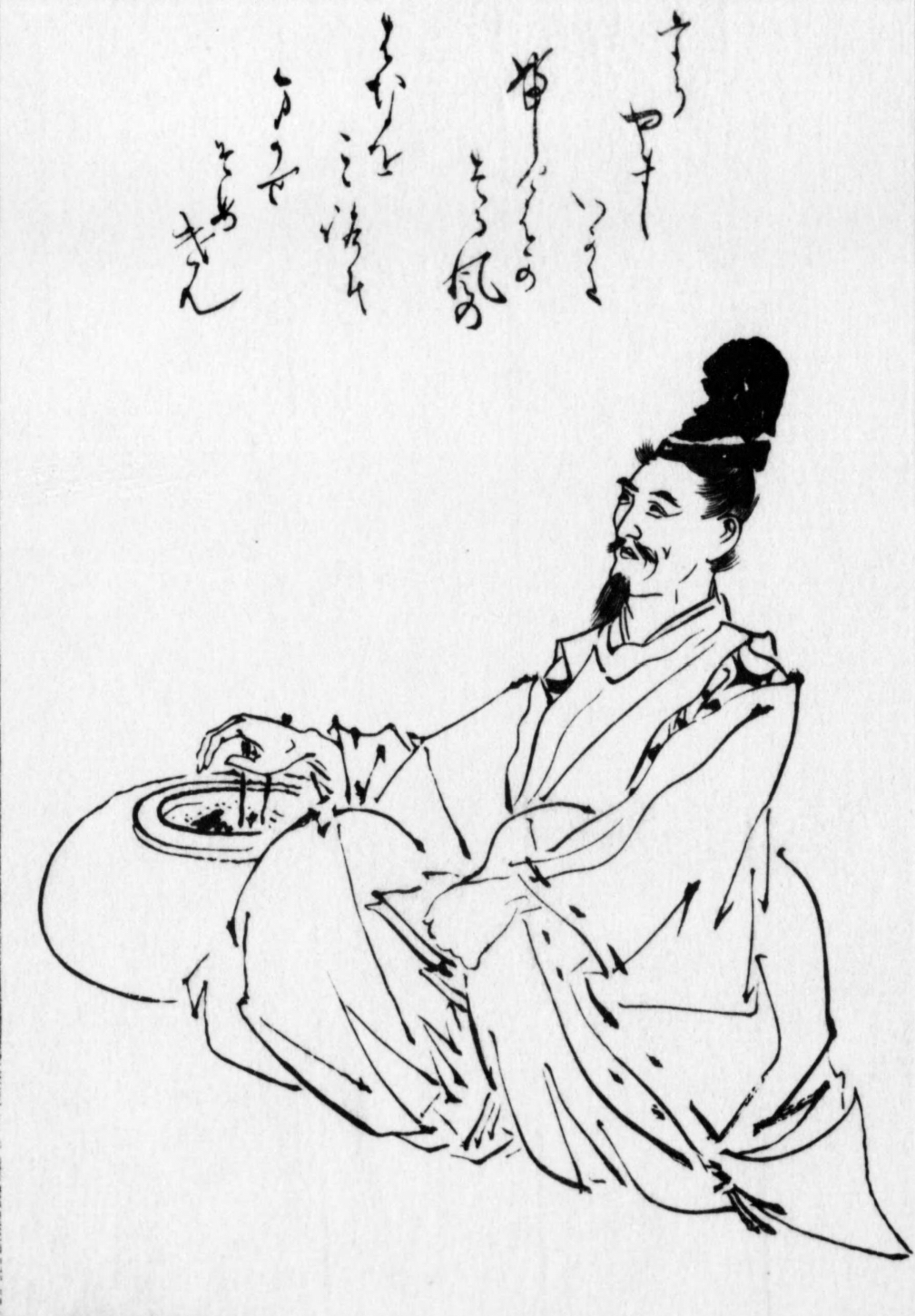
『前賢故実』

- 父である藤原宗通が死去する直前、「所領は一旦妻（伊通ら兄弟の母）に与え、妻が亡くなった後に子供達に分け与える」として、将来子供たちが受け取るべき土地を予め指定してから亡くなった。ところが、兄弟の1人である藤原信通が母に先だって病死した。そのため、母は死の直前に遺された他の息子で信通が与えられる筈だった所領を分けるように指示した。だが、伊通だけは「それでは父との約束に反することになる」と述べて亡兄の息子にその分を与えた。人々は彼を孝友廉直であると評した（『台記』久安6年11月30日条）。
- 大治4年（1129年）の除目において、中原師遠を壱岐守と周防権守に二重に任じる誤りがあったことが翌年になって発覚し、秋の除目にて取消の手続をしようとしたところ、師遠が病死してしまった。そのため、その扱いについて議論になった。その際に大外記は「（二重となってしまった）周防権守を取り消すのが妥当である」と述べたが、多くの貴族が死者に関わりたくないとそのまま空席にすればいいと主張した。だが、伊通のみは大外記が言う通りで公式記録にあってはならない記録が残ってしまうから、先例が無くても取り消すべきであると最後まで主張したが通らなかった（『中右記』大治5年9月28日条）。この件や『九条相国除目抄』の編纂などによって伊通が外記の業務に理解を示したことは外記局から長く感謝され、50年余り後に大外記の清原頼業が九条兼実に対して外記の立て直しに尽くした人物として藤原頼長・信西と並んで伊通の名前を挙げている（『玉葉』元暦2年4月29日条）。
- 伊通は自分が疑問に思ったこと、不審に思ったことは必ず、上臈や経験者にその場で質問して納得しようとする性格であった。その一方で、そそっかしい側面もあり、勘違いによる失敗談も伝えられている（『古今著聞集』巻第3「公事」97など）[7]。

## 系譜
- 父：藤原宗通
- 母：藤原顕季の娘
- 正室：藤原立子 - 藤原顕隆の娘
  - 男子：藤原伊実（1125-1160）
  - 女子：藤原呈子（九条院）（1131-1176） - 藤原忠通の養女、近衛天皇中宮
- 妻：藤原定実の女
  - 男子：藤原為通（1112-1154）

藤原俊忠の娘を室に迎えたが、後に離別したと伝えられる（皇嘉門院御匣殿と同一人物か）。一説では伊通を叡空の父とする。